# Francisco Maspons y Labrós
Francisco Maspons y Labrós (Granollers, 1840-Bigues, 1901) fue un folklorista, escritor y jurista español.

## Biografía
Nacido en 1840 en la localidad barcelonesa de Granollers del Vallés, siguió la carrera de Derecho hasta el doctorado y tomó el título de licenciado en derecho administrativo. Era abogado del colegio de Barcelona, notario e individuo de la Junta Directiva del colegio notarial de Barcelona. Fue fiscal municipal sustituto del municipio de San Pedro de Barcelona, juez de primera instancia en comisión de varios partidos judiciales y mantenedor del consistorio de los Juegos florales. También ocupó el cargo vocal de la junta directiva de la Asociación Artística-arqueológica de Barcelona en 1879, además de ser presidente del primer certamen científico literario de Granollers en 1881. Fue miembro del Congreso catalán de jurisconsultos reunido en Granollers en 1880 y delegado en el concurso por el partido judicial de Igualada, además de delegado por el colegio notarial de Barcelona en la Asamblea notarial de Madrid. Fue vicepresidente de la sección de Derecho e Historia de Cataluña del Centré Catalá en 1882 e individuo del congreso jurídico de Barcelona, celebrado con motivo de la Exposición Universal de 1888, así como del Congreso Económico Nacional de ese mismo año. También fue vocal de la sección arqueológica e individuo del jurado para las guías de Cataluña en la exposición mencionada más arriba, así como presidente de la Associació d'Excursions Catalana.
Colaboró en las revistas Lo Gay Saber, La Bandera Catalana, La Llumanera de Nova York, Revista Histórica, Lo Calendari Catalá, La Ilustració Catalana, Boletín y Anuari de la Associació de Excursións Catalana, Biblioteca Folk-lore, editada por dicha asociación, y de la Revista de Literatura Popular. En estas revistas publicó varios estudios históricos sobre las Cortes de Cataluña, forma de Gobierno de Barcelona, el convento de Jesús y los siguientes estudios folklóricos: Creencias populars catalanas, Lo poll y la pussa, La tonada maravillosa, Cuentos populars viennesos, Endevinallas populars francesas, Deixan lo dob, Literatura popular de Módica, Lo molí de San, Bibliografía forana, Llegendas rusas, Cuentos populares del Zulús, La festa dels morts, Los vehins, Lo cant de Ragnar, Las bruixas, Literatura popular italiana, Oswald de Furstench, Un cant popular hebreu, L'aprenentatje, S. Jordi, La llegenda de S. Jordi, Lo fort farall, Literatura popular bolonesa, El día de difuntos, La fola del Murchin, La scatola di cristallo, Lo puput, La fiesta de S. Juan, Lo ball de gitanas en lo Vallés.
En 1871 publicó la primera serie de una colección de cuentos populares catalanes con el título de Rondallayre, en 1872 la segunda y en 1875 la tercera. En la primera incluyó 26 cuentos, en la segunda y tercera 27 en cada una.
En 1885 completó Lo rondallayre con una cuarta serie que comprendía 20 cuentos, que formó parte de la biblioteca Fok-lore catalana publicada por la Associació d'Excursions Catalana. El escritor vienés Eduardo Poremvoiez escogió para el libreto de una ópera la acción del cuento «Las tres rosas», que figuró en La Rondallayre.
En 1874 publicó el Libro de la infancia. En 1877 envió a su amigo el doctor Pitré de Palermo con motivo de su casamiento un opúsculo en catalán en el que se describe una boda en las montañas del Principado. También fue autor de una obra titulada Siemprevivas (1885). Tuvo una afición especial en el estudio de la comarca del Vallés, sobre cuyas tradiciones, costumbres e historia escribió diversos textos. Fue socio de número de la Real Academia de Buenas Letras de Barcelona, además de miembro del International Folk-Lore Congress de Londres.
Falleció en 1901 en Bigues.

## Obras
- La caza. Derechos y deberes del propietario y del cazador. Colección de disposiciones que la reglamentan cementados por D. José de Arullot y D. Francisco Maspons. Barcelona, imp. de El Porvenir, 1867.[2]
- Lo Rondallayre. Colección de cuentos populares catalanes. Barcelona, imp. Verdaguer, 1871, 1872 y 1875.[2]
- Jochs de la Infancia. Colleció de jochs populars catalans. Barcelona, imp. de Martí y Cantó, 1874.[2]
- Tradicions del Vallés, Barcelona, imp. de la Renaixensa, 1876.[2]
- Las bodas catalanas. Costums populars catalanas. Barcelona, imp. La Renaixensa, 1877.[2]
- Lo Vallés, Barcelona, Estampa de Jaime Jepús, 1882.[2]
- De Mollet á Bigas (extret del Anunari de la Associació d'Excursions Catalana, 1882).[2]
- Crónica de Bruniquer, Barcelona, imp. de la Renaixensa, 1885.[2]
- Excursió col-lectiva de la Conca baixa del Noya: Acta. Barcelona, Estampa dels Sucesors de N. Ramirez y Cª, 1886.[2]
- Cuentus populars catalans. Cuarta serie, Barcelona, imp. Ramírez y Cª, 1885.[2]
- Excursió col·lectiva á Gualba y al Gorch negre, Barcelona, Estampa dels Sucesors de N. Ramírez y C.ª, 1888.[2]